# Laura Flippes
Laura Flippes (født 13. December 1994) er en fransk håndboldspiller som spiller i Paris 92 og for Frankrigs kvindehåndboldlandshold.
Hun var med til at vinde OL-guld for Frankrig, ved Sommer-OL 2020 i Tokyo, efter finalesejr over Rusland, med cifrene 30-25.